# Charis SIL
Charis SIL是SIL國際開發設計的一個電腦有襯線（Serif）字型。這是根據Bitstream Charter（為雷射印表機設計的最早的字型之一）的模樣打造出來的，目的是要提供人們一個齊全的Unicode字型，使得包括世上所有的羅馬字或是西里爾字母，能夠被注音或是書寫。
和其他SIL字型相較，Charis SIL有數種特色。較早期的字型（比如說Doulos SIL）只有一款樣式，但Charis SIL有四種：一般、粗體、斜體、粗斜體。Charis SIL也是SIL推出的第一個「正式完成」的字型。其他字型主要是提供給人再加工用的（雖然也是可以直接用）。
Charis SIL和Doulos SIL一樣是自由軟體，並且有支援Graphite、OpenType、和AAT這些進階字型技術。

## 外部連結
- Charis SIL 首頁（页面存档备份，存于）
- Charis SIL 下載（页面存档备份，存于）（免費）。